# Ильчигулово (Миякинский район)
Ильчигулово (баш. Илсеғол) — село в Миякинском районе Республики Башкортостан Российской Федерации. Административный центр Ильчигуловского сельсовета.

## География

### Географическое положение
Находится на правом берегу реки Дёмы.
Расстояние до:
- районного центра (Киргиз-Мияки): 49 км,
- ближайшей ж/д станции (Аксёново): 46 км.

## Население
| 2002 | 2009 | 2010 |
| ---- | ---- | ---- |
| 630  | ↗631 | ↘569 |

Национальный состав
Согласно переписи 2002 года, преобладающая национальность — башкиры (99 %).

## Религия
В 4 км находится мечеть Сахааба